# 뉴 래너크
뉴 래너크(New Lanark)는 클라이드강 변에 있는 마을로, 래너크에서 약 1.4 마일 (2.3 킬로미터), 스코틀랜드 글래스고 남동쪽 약 25 마일 (40 km) 지점에 있다. 이 마을은 1785년에 설립되었고 1786년 데이비드 데일이 면 방적 공장과 공장 노동자를 위한 주택을 지으면서 문을 열었다. 데일은 영국 발명가이자 기업가인 리처드 아크라이트와 짧은 동업 관계를 맺고 클라이드강의 유일한 폭포가 제공하는 수력을 활용하기 위해 그곳에 공장을 지었다. 데일의 사위인 웨일스 출신 공상적 사회주의자이자 박애주의자인 로버트 오언을 포함한 파트너십의 소유 아래 뉴 래너크는 성공적인 사업체가 되었고 계획된 정착지의 초기 사례이자 도시 계획의 역사적 발전에 있어 중요한 이정표가 되었다.
뉴 래너크 공장들은 1968년까지 운영되었다. 쇠퇴기를 거쳐 1974년에 마을의 철거를 막기 위해 뉴 래너크 보존 신탁(NLCT; 현재 뉴 래너크 신탁, NLT로 알려짐)이 설립되었다. 2006년까지 대부분의 건물이 복원되었고 마을은 주요 관광 명소가 되었다. 이곳은 유네스코 스코틀랜드 세계유산 6곳 중 하나이며 ERIH – 유럽 산업 유산 루트의 앵커 포인트이다.

## 역사
뉴 래너크 면 방적 공장은 데이비드 데일이 리처드 아크라이트와 짧은 동업 관계를 맺고 1786년에 설립했다. 데일은 글래스고의 자수성가한 "버거 젠트리" 중 한 명으로, 대부분의 젠트리처럼 로즈뱅크에 여름 휴양지인 저택을 가지고 있었는데, 이곳은 캠버스랭에 위치하며 조지프 말로드 윌리엄 터너와 다른 많은 예술가들이 그린 클라이드 폭포에서 멀지 않았다. 공장들은 리처드 아크라이트가 발명한 최근 개발된 수력 면 방적 기계를 사용했다. 데일은 19세기 초 공장, 토지, 마을을 20년에 걸쳐 6만 파운드에 자신의 사위인 로버트 오언이 포함된 파트너십에 매각했다. 1800년에 공장 관리자가 된 오언은 그의 장인의 박애주의적 산업 경영 방식을 이어받은 산업가로, 이후 영향력 있는 사회 개혁가가 되었다. 사회 및 복지 프로그램을 갖춘 뉴 래너크는 그의 공상적 사회주의를 상징했다 (오언주의 참조). 이 마을과 공장들은 오언의 사상과의 연관성뿐만 아니라 영국에서 발전하는 산업 혁명에서의 역할과 도시 계획 역사에서의 위치 때문에 역사적으로 중요하다.
뉴 래너크 공장은 수력에 의존했다. 뉴 래너크 상류의 클라이드강에 댐이 건설되었고 강물이 공장 기계를 돌리는 데 사용되었다. 물은 먼저 터널을 통과한 다음 레이드(lade)라고 불리는 개방형 수로를 통해 흘렀다. 그 다음 각 공장 건물에 있는 여러 개의 수차로 이동했다. 1929년이 되어서야 마지막 수차가 수력 터빈으로 교체되었다. 수력은 여전히 뉴 래너크에서 사용된다. 마을의 관광 지역에 전기를 공급하기 위해 제3공장에 새로운 수력 터빈이 설치되었다.
오언의 시대에는 약 2,500명이 뉴 래너크에 살았는데, 이들 중 다수는 글래스고와 에든버러의 구빈원 출신이었다. 뉴 래너크 공장은 결코 가장 비참한 공장은 아니었지만, 오언은 조건이 불만족스럽다고 생각하고 노동자들의 삶을 개선하기로 결심했다. 그는 마을에 살고 공장에서 일하는 약 500명의 어린이들의 필요에 특별한 관심을 기울였고(공동 주택 블록 중 하나는 보육원 건물로 명명되었다), 이전 해에 인격 형성 연구소를 완공했지만 1817년에는 영국 최초의 유아 학교를 열었다.
공장은 상업적으로 번창했지만, 오언의 파트너들은 그의 복지 프로그램으로 인해 발생하는 추가 비용에 불만을 품었다. 오언은 공장이 이전 운영 방식으로 돌아가는 것을 허용하지 않으려 했고, 파트너들의 지분을 사들였다. 1813년에 이사회는 저렴한 가격에 마을과 공장을 얻기를 바라며 경매를 강행했지만, 오언과 그의 개혁 사상에 공감하는 새로운 이사회(자선가 윌리엄 앨런과 경제학자 제러미 벤담을 포함)가 승리했다.
뉴 래너크는 유럽 전역에 유명해져 많은 정치가, 개혁가, 왕족들이 공장을 방문했다. 그들은 깨끗하고 건강한 산업 환경에 만족하고 활기찬 노동력과 번성하고 실행 가능한 사업 벤처가 모두 하나로 합쳐진 것을 보고 놀랐다. 오언의 철학은 당시의 사고방식과는 상반되었지만, 그는 산업 기업이 수익을 내기 위해 노동자들을 학대할 필요가 없다는 것을 증명할 수 있었다. 오언은 방문객들에게 마을의 훌륭한 주택과 편의 시설, 그리고 공장의 수익성을 보여주는 회계 장부를 보여줄 수 있었다.
공장은 개혁, 사회주의, 복지와의 연관성뿐만 아니라 18세기와 19세기 영국에서 일어났던 산업 혁명을 대표하며, 이는 세계의 형태를 근본적으로 변화시켰다. 노동자들을 위한 주택과 학교와 같은 서비스와 함께 공장에서의 고용 계획은 이 정착지를 영국 도시 계획 발전의 상징으로 만든다.
1825년, 오언이 미국에 뉴하모니 정착을 시작하기 위해 영국을 떠나면서 뉴 래너크의 통제권은 워커 가문에게 넘어갔다. 워커 가문은 1881년까지 마을을 관리했고, 그 후 버크마이어와 솜머빌, 그리고 구루크 로프워크스에 매각되었다 (비록 1851년에 공장과 마을을 매각하려 시도했지만 실패했다). 이들과 후속 회사들은 1968년 공장이 문을 닫을 때까지 통제권을 유지했다.
그 전에도 마을과 산업 활동은 쇠퇴하고 있었지만, 공장이 문을 닫은 후 마을에서 사람들이 떠나는 속도가 빨라졌고, 건물들은 낡기 시작했다. 1번 공장의 위층 두 개 층은 1945년에 철거되었지만, 그 건물은 이후 복원되어 현재 뉴 래너크 밀 호텔이 되었다. 1963년, 뉴 래너크 협회(NLA)가 주택 협회로 설립되어 캐이니스 로우와 보육원 건물의 복원을 시작했다. 1970년, 공장, 다른 산업 건물, 데일과 오언이 사용했던 주택은 고철 회사인 메탈 익스트랙션스 리미티드에 매각되었다. 1974년, 마을의 철거를 막기 위해 NLCT(현 NLT)가 설립되었다. 1979년에 수리 명령이 내려진 후 1983년에 강제 매수 명령이 사용되어 메탈 익스트랙션스에서 공장과 다른 건물들을 회수했다. 이는 1971년에 법적 보존이 필요한 역사적 건물로 등재되었음에도 불구하고 건물들의 수리 상태 때문이었다. 이 건물들은 현재 NLT가 직접 또는 완전 소유 자회사(뉴 래너크 트레이딩 Ltd, 뉴 래너크 호텔 Ltd, 뉴 래너크 홈스)를 통해 관리하고 있다. 2005년까지 대부분의 건물이 복원되었고 마을은 주요 관광 명소가 되었다.

## 생활 환경
19세기 중반에는 온 가족이 한 방에 살았다. 뉴 래너크 세계유산이나 블랜타이어의 데이비드 리빙스턴 센터에서 재건된 방직공의 집을 방문하여 당시의 생활 조건을 어느 정도 짐작할 수 있다.
뉴 래너크를 설립한 데이비드 데일은 블랜타이어의 공장에도 관여했다. 블랜타이어에는 공동 주택 한 채만 남아 있으며, 현재 그 건물은 박물관으로 사용되고 있다. 이 박물관은 주로 1813년에 그곳에서 태어난 데이비드 리빙스턴에 헌정되어 있으며, 두 사례 모두 리빙스턴이 사용했을 법한 아이들을 위한 이동식 침대를 특징으로 하는 뉴 래너크의 당시 단칸방 생활 환경을 재현하고 있다. 데이비드 리빙스턴 센터는 뉴 래너크에서 글래스고와 해밀턴 사이의 도로로 18마일 떨어져 있다.
마을의 주거 환경은 점차 개선되었고, 20세기 초에는 가족들이 여러 방을 사용할 수 있게 되었다. 1933년이 되어서야 집 안에 싱크대용 찬물 수도꼭지가 설치되었고 공동 외부 화장실은 실내 시설로 대체되었다.
1938년부터 마을 소유주들은 뉴 래너크의 모든 가정에 무료 전기를 공급했지만, 각 방에 희미한 전구 하나만 켤 수 있는 정도의 전력만 사용 가능했다. 전력은 일요일부터 금요일까지는 오후 10시, 토요일에는 오후 11시에 차단되었다. 1955년에 뉴 래너크는 국영 전력망에 연결되었다.

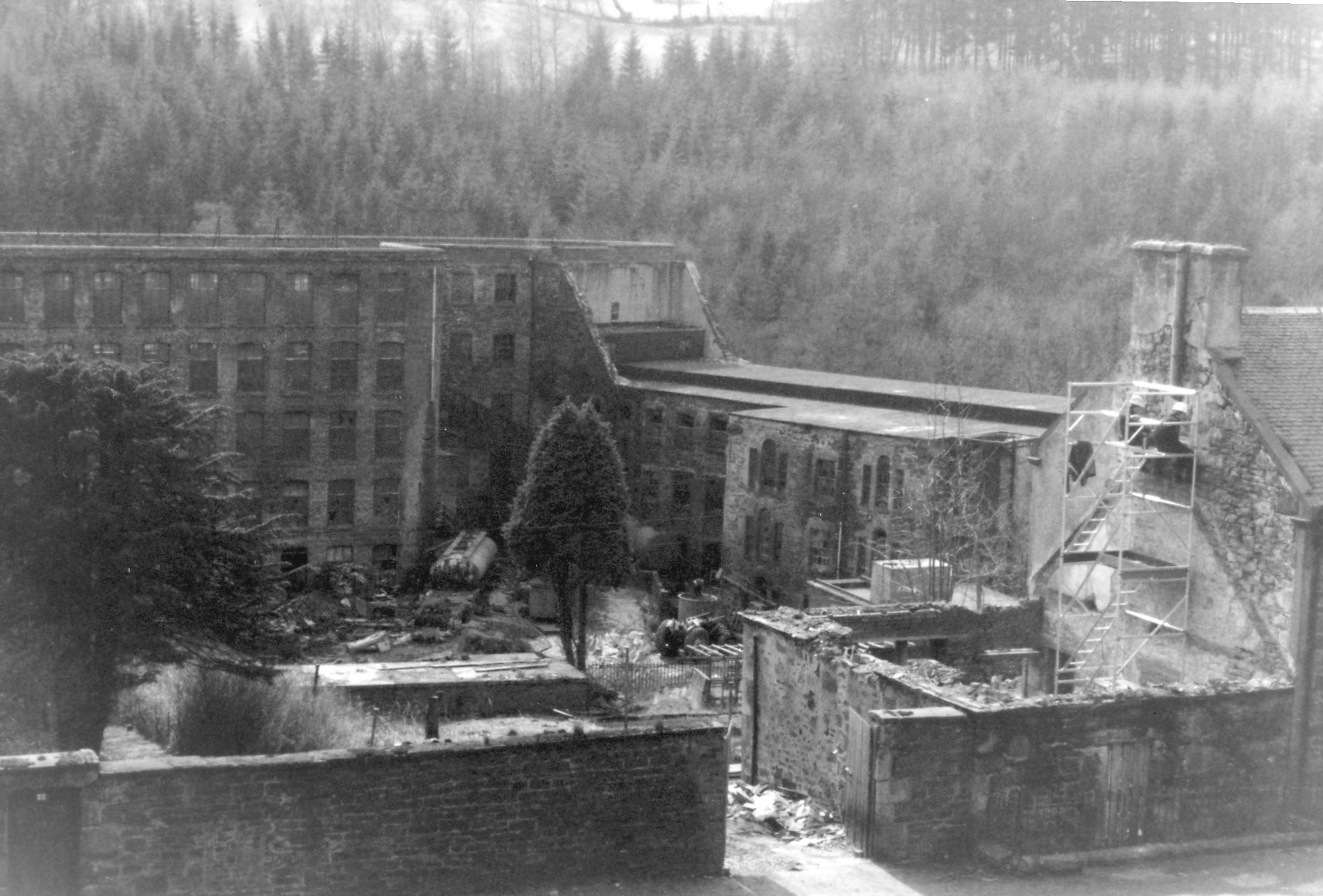
1983년 뉴 래너크의 폐허

## 오늘날의 뉴 래너크
매년 40만 명이 넘는 사람들이 이 마을을 방문하는 것으로 추정된다. 뉴 래너크의 중요성은 유네스코에 의해 스코틀랜드의 6개 세계유산 중 하나로 인정받았는데, 다른 곳으로는 에든버러 옛 시가지와 신 시가지, 오크니 제도 신석기 유적, 세인트킬다 군도, 안토니누스 방벽, 포스교가 있다. 공장과 마을은 1986년 세계유산 등재 신청이 실패한 후 2001년에 등재되었다.
뉴 래너크에는 약 130명이 거주하고 있다. 주거용 건물 중에는 만틸라 로우(Mantilla Row)만 복원되지 않았다. 일부 복원 작업은 NLA와 NLCT가 수행했다. 브랙스필드 로우(Braxfield Row)와 롱 로우(Long Row)의 대부분은 황폐한 건물을 사들여 개인 주택으로 복원한 개인 소유주들이 복원했다. 더블 로우(Double Row)의 7채는 NLCT에 의해 외부가 복원되어 개인 소유로 판매될 예정이다. 마을 내 21채의 자가 소유 주택 외에도 NLA에서 임대한 45채의 임대 주택이 있으며, NLA는 등록된 주택 협회였다. NLA는 마을 내 다른 건물들도 소유하고 있었다. 2009년 NLA는 재정적, 행정적으로 실행 불가능하여 해산되었고, 마을의 임대 주택에 대한 책임은 NLCT로 넘어갔다.
2009년 클라이즈데일 은행은 새로운 스코틀랜드 은행권 시리즈를 발행했으며, 20파운드 지폐 뒷면에는 뉴 래너크가 그려져 있다.
마을의 역사적 진정성을 유지하는 데 상당한 주의를 기울였다. 마을에서는 텔레비전 안테나나 위성 접시가 허용되지 않으며, 전화, 텔레비전, 전기와 같은 서비스는 매설된 케이블을 통해 제공된다. 일관된 외관을 위해 모든 외부 목재는 흰색으로 칠해져 있으며, 문과 창문은 일관된 디자인을 따른다. 과거에는 개를 기르는 것이 금지되었지만, 이 규칙은 더 이상 시행되지 않는다.
NLT가 도입한 일부 기능, 예를 들어 상업용 간판이나 기관 건물과 제3공장을 연결하는 유리 다리는 비판을 받아왔다. 마을 광장에 1924년 양식의 빨간 공중전화 박스를 유지하는 것도 부적절하다는 의견이 있었다.
공장, 호텔, 그리고 마을의 대부분의 비주거용 건물은 NLT가 완전 소유 자회사를 통해 소유하고 운영한다.

## 역사 지도
1911년 측량국 지도는 스코틀랜드 국립 도서관에서 확인할 수 있다.

## 건물

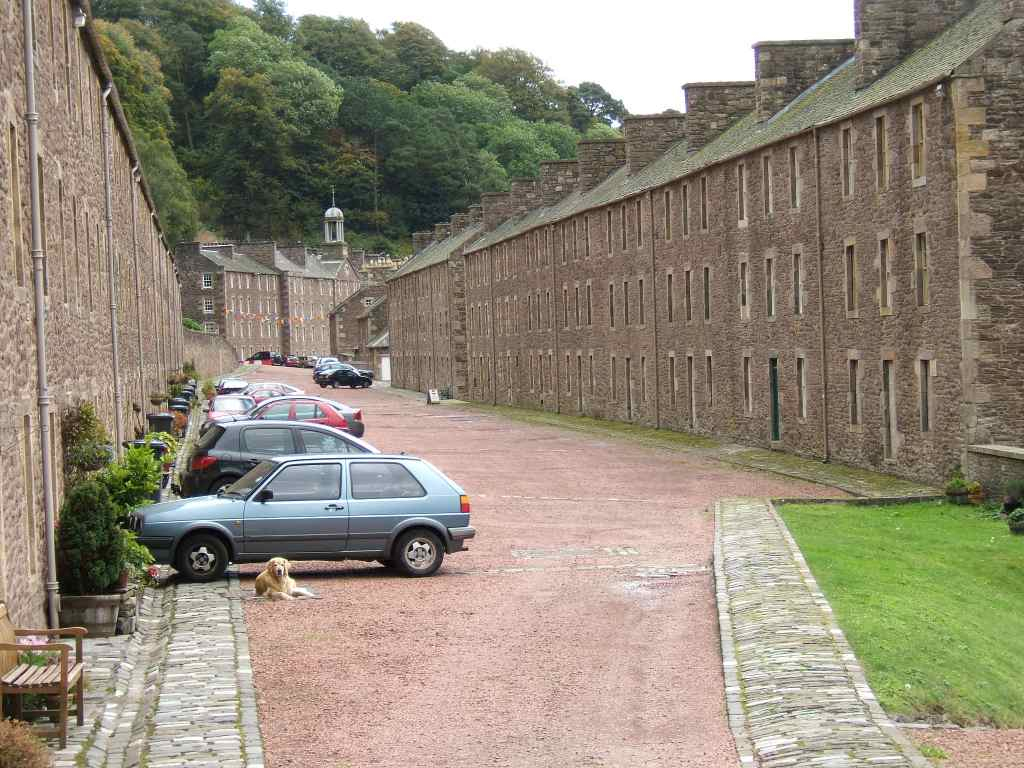
롱 로우가 왼쪽에, 더블 로우가 가까운 오른쪽에, 위 로우가 중간 오른쪽에 있는 로즈데일 거리

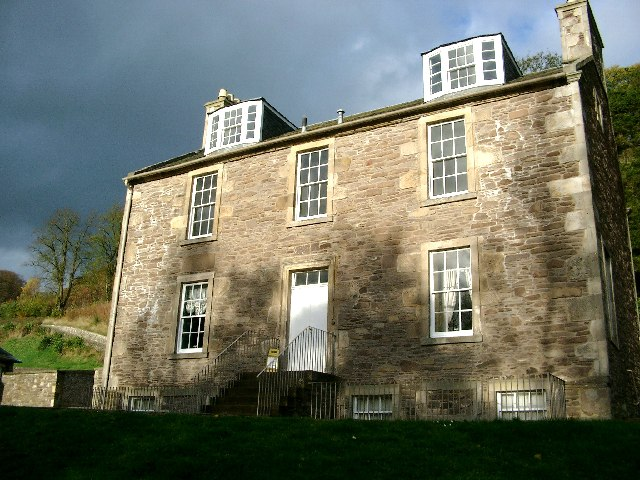
로버트 오언의 집

- 브랙스필드 로우, 약 1790년 건축 - 공동 주택 블록으로, 10채의 자가 소유 주택으로 개조되었으며, 9채는 4층, 1채는 5층이다.
- 롱 로우, 약 1790년 건축 - 공동 주택 블록으로, 14채의 3층 주택으로 개조되었다. 10채는 자가 소유이고 4채는 임대 주택이다.
- 더블 로우, 약 1795년 건축 - 7채의 4층 주택과 1채의 5층 주택으로 이루어진 공동 주택 블록으로, 1790년대부터 1970년대까지 사용되었다. 원래는 등돌린 아파트로 구성되어 있었다. 강을 향한 쪽은 워터 로우라고도 불렸다. 7채의 주택은 단일 주택으로 판매하기 위해 외부를 개조했다. 7번은 '박물관 계단'으로 알려져 있으며, 벽난로, 싱크대, '붙박이' 침대, 벽지 및 리놀륨 잔해와 같은 원래 유물이 놀랍게도 잘 보존되어 있어 지정 유적으로 지정되었다.
- 만틸라 로우, 약 1795년 건축 - 구조적으로 불안정해져 철거된 공동 주택 블록. 새로운 기초와 일부 벽이 놓였지만, 전체적으로 재건되지는 않았다.
- 위 로우, 약 1795년 건축 - 1994년 청소년 호스텔로 개조된 공동 주택 블록. 한때 스코틀랜드 청소년 호스텔 협회에서 운영했지만, 현재는 뉴 래너크 밀 호텔에서 관리한다. 폐쇄되어 판매될 예정이다.
- 뉴 빌딩스, 1798년 건축 - 종탑이 있는 4층 건물. 한때 노동자들을 공장으로 소집했던 종은 이제 연말 마지막 날 자정에 울린다. 이 건물에는 박물관과 임대 아파트가 있다.
- 보육원 건물, 1809년 건축 - 임대 아파트로 개조된 3층 건물. 한때 공장에서 일하는 고아들을 수용하는 데 사용되었다.
- 캐이니스 로우, 1792년 건축 - 임대 아파트로 개조된 3층 공동 주택 블록. 캐이니스는 스코틀랜드 하이랜드의 한 지역이며, 이 열은 공장에서 일하기 위해 모집된 하이랜드 사람들 그룹의 이름을 따서 명명되었다고 한다.
- 마을 교회, 1898년 건축 - 현재는 사회적 목적으로 사용되며 커뮤니티 홀이라고 불린다. 이후 낡아 구조적으로 불안정해졌다.[14]
- 1번 공장, 1789년 건축 - 원래 1785년에 건축되어 1786년 3월에 방적을 시작했다. 1788년 10월 9일 화재로 전소되었고 1789년에 재건되었다. 1802년에는 3개의 수차가 6556개의 스핀들을 돌렸다. 1811년에는 558명(그 중 408명은 여성)이 이 공장에서 일했다. 1945년에 위층 두 개 층이 철거되었다. 이 건물은 폐허가 되었고 뉴 래너크 밀 호텔로 개조 및 재건되었다. 호텔은 1998년에 문을 열었다.
- 워터하우스, 약 1799-1818년 건축 - 1번 공장 옆에 있는 1층 및 2층 건물의 줄로, 휴가용 아파트로 개조되었다.
- 2번 공장, 1788년 건축 - 1811년에는 3개의 수차가 있었고 486명(그 중 283명은 여성)이 고용되었다. 링 프레임을 수용하기 위해 1884-5년에 확장되었다. 이 확장은 마을에서 유일한 벽돌 외장 건물이다. 현재는 관광 목적으로 사용된다.
- 3번 공장, 1790-92년 건축 - '제니의 집'으로 알려져 있으며 수력 제니 방적기가 많이 포함되어 있었다. 1819년 화재로 전소되었고 1826-33년경 재건되었다. 1811년에는 398명(그 중 286명은 여성)이 고용되었다. 현재는 관광 목적으로 사용된다. 또한 마을의 일부에 전기를 공급하는 수력 터빈도 포함되어 있다.
- 4번 공장, 약 1791-3년 건축 - 초기에는 저장고 및 작업장으로 사용되었다. 또한 '부모가 없는 어린이 275명' (도나키와 G. 휴이트)을 수용했다. 1883년 화재로 파괴되었고 재건되지 않았다. 1990년에는 파이프의 홀 밀 농장에서 수차를 가져와 공장 부지에 설치했다.
- 인격 형성 연구소, 1816년 건축 - 현재 관광 및 사업 목적으로 사용되는 4층 건물.
- 기관실, 1881년 건축 - 인격 형성 연구소에 부속되어 있으며 복원된 증기 기관을 포함한다.
- 학교, 1817년 건축 - 현재 박물관으로 사용되는 3층 건물. 스코틀랜드 최초의 노동 계급 어린이를 위한 학교가 있었다.
- 기계공 작업장, 1809년 건축 - 한때 공장 기계를 만들고 유지보수하는 장인들이 거주했던 3층 건물.
- 염색 공장, 건축 연대 미상 - 원래는 자체 수차를 가진 황동 및 철 주조 공장이었다. 현재는 상점과 방문객 센터가 있다.
- 팔각형 굴뚝이 있는 가스 공장, 1851년까지 건축 - 창고로 사용되었다.
- 오언의 집, 1790년 건축 - 박물관으로 사용.
- 데일의 집, 1790년 건축 - 사업장으로 사용.
- 밀 레이드 - 클라이드강에서 물을 끌어와 공장 기계를 돌리는 데 사용되었다.
- 묘지 - 뉴 래너크 위의 언덕, 마을과 방문객 주차장 사이에 있다. 많은 초기 마을 주민들이 그곳에 묻혀 있다.
- 뉴 래너크 로드 1번 및 2번 (현지에서는 쌍둥이 집으로 알려져 있음) - 마을에서 다소 떨어진 곳에 있는 두 채의 맞은편 2층 문지기 집. 이들은 뉴 래너크의 입구를 표시했다. 현재는 개인 소유이다.

## 뉴 래너크 방문

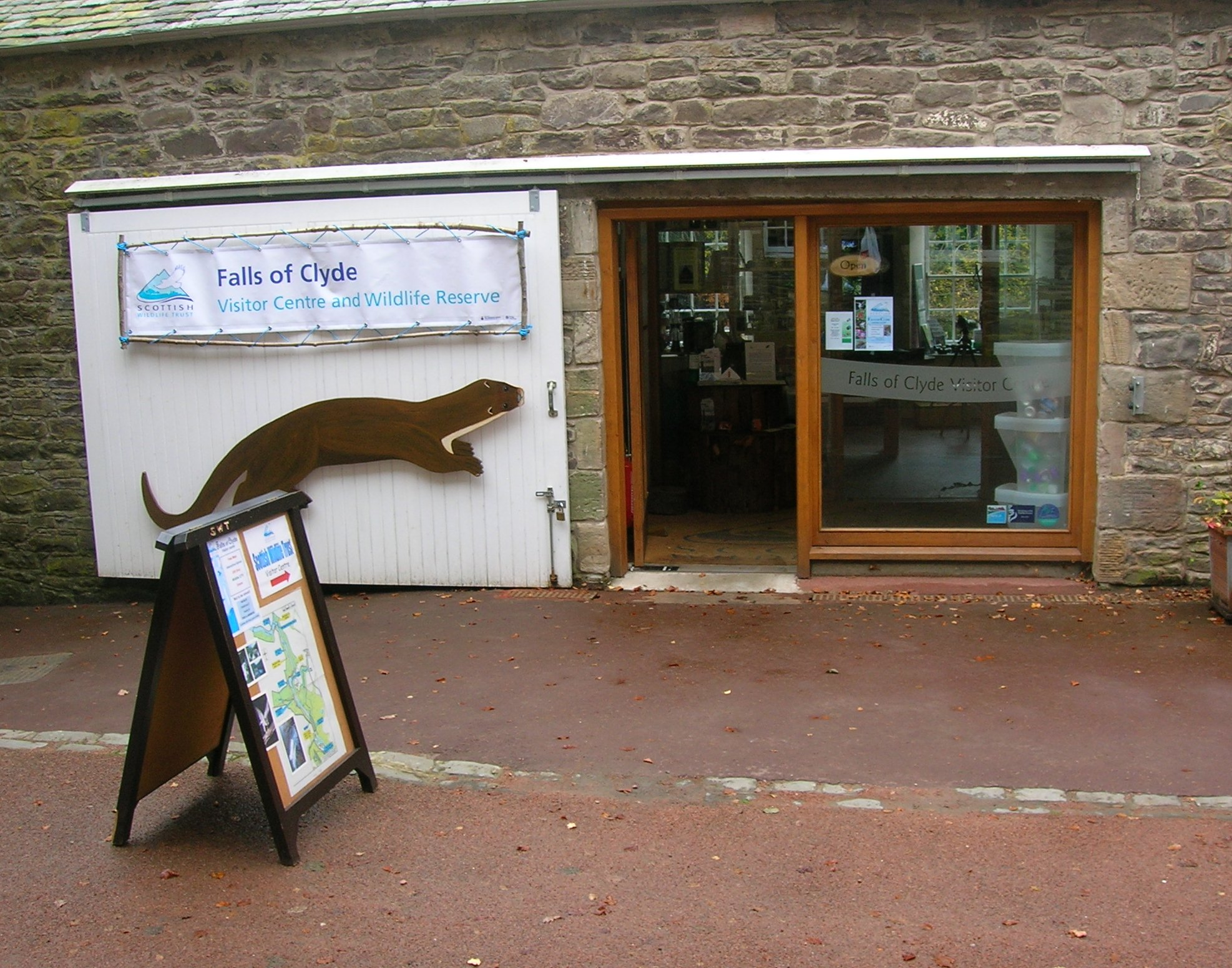

마을 외곽에 넓은 유료 주차장이 있다. 장애인 방문객만 마을 내에 주차할 수 있다. 주차장에서 방적 공장 마을로 내려가는 길은 가치 있는 파노라마 경치를 제공한다. 래너크 역 버스 정류장에서 버스 서비스(135번)가 있다. 래너크 철도역은 글래스고에서 30분 간격으로 운행한다. 뉴 래너크는 래너크 철도 및 버스 정류장에서 1마일 조금 넘는 거리에 있다. 도보는 주로 내리막길이며 표지판이 잘 되어 있다.
마을에는 4성급 호텔(뉴 래너크 밀 호텔), 휴가용 아파트(워터하우스), 그리고 호스텔형 숙박 시설을 제공하는 위 로우(Wee Row)가 있다. 마을에는 레스토랑과 상점, 그리고 방문객 센터가 있다. 이 모든 것은 뉴 래너크 보존 신탁이 소유하고 운영한다.
클라이드 보도 장거리 도보 길은 마을을 통과하며 스코틀랜드 야생동물 보호 협회의 클라이드 폭포 자연 보호 구역 방문객 센터는 여러 공장 건물에 위치하고 있다.

## 같이 보기
- 스코틀랜드 은행권 (도안에 등장)
- 솔테어
- 크레스피 다다
- 보니нгтон 정자, 클라이드 폭포
- 카트린
- 스탠리 (퍼스셔)
- 오언스타운
- 기업 도시